# Jan Frezer
Jan Frezer herbu Alabanda (zm. po 1744) – burgrabia krakowski, tytularny sekretarz królewski w latach 1728–1732, sekretarz konfederacji tarnogrodzkiej, konsyliarz powiatu sądeckiego województwa krakowskiego w konfederacji tarnogrodzkiej 1715 roku.
W 1715 wziął udział w konfederacji proszowickiej przeciwników Augusta II. 26 listopada 1715 został mianowany sekretarzem Generalności konfederacji tarnogrodzkiej. Wiosną 1716 udał się do Gdańska, gdzie przed obliczem cara Rosji Piotra I wystąpił z mową oskarżycielską przeciwko Augustowi II, w obronie sojuszu polsko-rosyjskiego. W Lublinie powtórzył te zarzuty na audiencji u posła rosyjskiego Grigorija Dołgorukiego, żądając przy tym detronizacji Wettyna na rzecz królewicza Jakuba Sobieskiego. Wkrótce został jednak odsunięty od stanowisk we władzach konfederacji tarnogrodzkiej. We wrześniu 1733 podpisał elekcję Augusta III jako deputat do jego pacta conventa i został sekretarzem oraz konsyliarzem konfederacji zawiązaniej przez Antoniego Ponińskiego dla przeprowadzenia intronizacji Sasa wbrew większości szlachty.